# Brachymeria alternipes
Brachymeria alternipes är en stekelart som först beskrevs av Walker 1871.  Brachymeria alternipes ingår i släktet Brachymeria och familjen bredlårsteklar. Inga underarter finns listade.